# كريستين غيريش
كريستين غيريش (ولدت في 20 أغسطس 1990 في تسفيكاو) لاعبة أولمبية ألمانية متخصصة في الوثب الثلاثي. فازت بالميدالية الفضية في بطولة العالم لألعاب القوى داخل الصالات 2016 ، و بطولة ألعاب القوى الأوروبية 2018 و الميدالية الذهبية في بطولة ألعاب القوى الأوروبية داخل الصالات 2017 كما احتلت المركز الرابع في بطولة ألعاب القوى الأوروبية داخل الصالات 2015 و المركز التاسعة في بطولة أوروبا لألعاب القوى 2014.
أفضل أرقام شخصية لديها في هذا الحدث هو 14.45 متر في الهواء الطلق (-0.5 م / ث ؛ برلين 2018) و 14.46 متر في الداخل (براغ 2015).

## سجل المنافسة
| العام             | المسابقة                                      | المكان                | المركز            | حدث               | ملاحظة                                                             |
| التي تمثل ألمانيا | التي تمثل ألمانيا                             | التي تمثل ألمانيا     | التي تمثل ألمانيا | التي تمثل ألمانيا | التي تمثل ألمانيا                                                  |
| ----------------- | --------------------------------------------- | --------------------- | ----------------- | ----------------- | ------------------------------------------------------------------ |
| 2007              | بطولة العالم للشباب لألعاب القوى 2007         | أوسترافا              | السادسة           | الوثب الثلاثي     | 12.70 م                                                            |
| 2009              | بطولة أوروبا لألعاب القوى للناشئين 2009       | نوفي ساد              | الخامسة           | الوثب الثلاثي     | 13.42 م (w)                                                        |
| 2011              | بطولة أوروبا لألعاب القوى تحت 23 سنة 2011     | أوسترافا              | العاشرة (q)       | قفزة ثلاثية       | 13.23 m1                                                           |
| 2012              | بطولة العالم لألعاب القوى داخل الصالات 2012   | إسطنبول               | السابع عشر (q)    | الوثب الثلاثي     | بطولة العالم لألعاب القوى داخل الصالات 2012 – سيدات القفز الثلاثي ‏ |
| 2014              | بطولة أوروبا لألعاب القوى 2014                | زيورخ                 | التاسعة           | الوثب الثلاثي     | 13.76 m                                                            |
| 2015              | بطولة أوروبا لألعاب القوى داخل الصالات 2015   | براغ                  | الرابعة           | الوثب الثلاثي     | بطولة أوروبا لألعاب القوى داخل الصالات 2015 – سيدات قفز ثلاثي ‏     |
| 2015              | بطولة العالم لألعاب القوى 2015                | بكين                  | الثامنة           | الوثب الثلاثي     | بطولة العالم لألعاب القوى 2015 – سيدات قفز ثلاثي ‏                  |
| 2016              | بطولة العالم لألعاب القوى داخل الصالات 2016 ‏  | بورتلاند (أوريغون)    | الثانية           | الوثب الثلاثي     | 14.30 m                                                            |
| 2016              | بطولة أوروبا لألعاب القوى 2016 ‏               | أمستردام              | الثامنة           | الوثب الثلاثي     | 14.03 m                                                            |
| 2016              | ألعاب القوى في الألعاب الأولمبية الصيفية 2016 | ريو دي جانيرو         | الحادية عشر       | الوثب الثلاثي     | ألعاب القوى في الألعاب الأولمبية الصيفية 2016 – سيدات قفز ثلاثي ‏   |
| 2017              | بطولة أوروبا لألعاب القوى داخل الصالات 2017 ‏  | بلغراد                | الأولى            | الوثب الثلاثي     | بطولة أوروبا لألعاب القوى داخل الصالات 2017 – سيدات قفز ثلاثي ‏     |
| 2017              | بطولة العالم لألعاب القوى 2017                | لندن، المملكة المتحدة | الخامسة           | الوثب الثلاثي     | بطولة العالم لألعاب القوى 2017 – سيدات القفز الثلاثي ‏              |
| 2018              | بطولة أوروبا لألعاب القوى 2018 ‏               | برلين                 | الثانية           | الوثب الثلاثي     | 14.45 m, PB                                                        |

1Did not start in the final.

## روابط خارجية
- كريستين غيريش على موقع الاتحاد الدولي لألعاب القوى (الإنجليزية)
- كريستين غيريش على موقع الاتحاد الألماني لألعاب القوى (الألمانية)
- كريستين غيريش على موقع الدوري الماسي (الإنجليزية)
- كريستين غيريش على موقع اللجنة الأولمبية الدولية (الإنجليزية)
- كريستين غيريش على موقع أوليمبيديا (الإنجليزية)
- كريستين غيريش على موقع اللجنة الأولمبية الألمانية (الألمانية)

- كريستين غيريش  على موقع اللجنة الأولمبية الدولية